# Андреєв Сергій Юхимович
Андреєв Сергій Юхимович (рос. Сергей Ефимович Андреев; 28 жовтня 1881, с. Корли, Псковська обл., тепер РФ — 22 квітня 1964, м. Ленінград, тепер м. Санкт-Петербург, РФ) — вчений у галузі збагачення корисних копалин, професор, фундатор наукової школи з процесів подрібнення, грохочення та класифікації; автор розрахункових формул цих технологічних процесів.
У м. Санкт-Петербург встановлена меморіальна дошка С. Ю. Андрєєву.